# Jorge Mendes
Jorge Paulo Sandro Mendes (Lisbona, 7 gennaio 1966) è un procuratore sportivo portoghese.

## Biografia
Sin da giovane ha mostrato interesse per il calcio, arrivando a giocare fino in terza categoria. Si ritirò a 30 anni e con i soldi guadagnati decise di aprire una discoteca, che sarà frequentata da molti giovani calciatori. Nel 1996 fonda la GestiFute, una società di procure calcistiche che diventerà una delle più importanti del mondo del calcio con un valore complessivo di 400 milioni di euro.

## Procure
È considerato uno dei procuratori più influenti del suo mestiere e può vantare tra i suoi assistiti alcuni dei più forti calciatori e allenatori del mondo come José Mourinho, Cristiano Ronaldo, Radamel Falcao, James Rodríguez, Ángel Di María e Diego Costa. 
Il suo primo grande affare come procuratore si concluse nel 1996 quando partecipò nel trasferimento del portiere Nuno Espírito Santo, tra l'altro suo amico, dal Vitória de Guimarães al Deportivo La Coruña. Dopo questo trasferimento fondò la GestiFute che vide come prima grande operazione internazionale il passaggio di Hugo Viana nel 2002 dallo Sporting Lisbona al Newcastle. Mendes iniziò a collaborare con altri agenti sportivi in modo da farsi conoscere anche nel calcio britannico. Grazie alle sue nuove conoscenze nel Regno Unito concluse i trasferimenti di Nuno Capucho al Rangers e di Cristiano Ronaldo dallo Sporting Lisbona al Manchester United nel 2003.
Nel 2004 è diventato il procuratore di José Mourinho, dopo che l'allenatore portoghese vinse la Champions League con il Porto l'anno precedente. Il sodalizio tra i due portò il tecnico di Setúbal al Chelsea facendolo diventare il più pagato al mondo. Quasi tutti i giocatori che vennero comprati dai Blues durante la permanenza di Mourinho erano rappresentati da Mendes, come per esempio Deco, Ricardo Carvalho, Paulo Ferreira, Tiago e Maniche.
Nell'estate 2018 cura il trasferimento di Cristiano Ronaldo dal Real Madrid alla Juventus per 117 milioni di euro, rendendolo il più costoso nella storia del calcio italiano.

## Premi
- 2010: Miglior agente dell'anno (Globe Soccer Awards)
- 2011: Miglior agente dell'anno (Globe Soccer Awards)
- 2012: Miglior agente dell'anno (Globe Soccer Awards)
- 2013: Miglior agente dell'anno (Globe Soccer Awards)
- 2014: Miglior agente dell'anno (Globe Soccer Awards)
- 2015: Miglior agente dell'anno (Globe Soccer Awards)
- 2017: Miglior agente dell'anno (Globe Soccer Awards)
- 2018: Miglior agente dell'anno (Globe Soccer Awards)
- 2019: Miglior agente dell'anno (Globe Soccer Awards)
- 2020: Miglior agente del secolo (2001-2020) (Globe Soccer Awards)
- 2022: Miglior agente dell'anno (Globe Soccer Awards)
- 2023: Miglior agente dell'anno (Globe Soccer Awards)
- 2024: Miglior agente dell'anno (Globe Soccer Awards)